# Wojciech Bajerowicz
Wojciech Ignacy Bajerowicz (ur. 28 lutego 1932 w Poznaniu, zm. 18 listopada 2017 w Łobzie) – polski nauczyciel, absolwent Uniwersytetu Łódzkiego, poeta i prozaik, redaktor naczelny i wydawca miesięcznika Łobeziak. Od roku 1955 związany z Ziemią Łobeską, początkowo jako nauczyciel w liceum w Resku, następnie w latach 1970–86 jako dyrektor Liceum w Łobzie, miejscowy działacz samorządowy, publicysta i regionalista. „Smok Powiatu Łobez” w roku 2014.

## Życiorys
Wojciech Bajerowicz urodził się w przedwojennym Poznaniu w rodzinie Józefa (1904–1970) i Róży (z domu Kromholz) (1907–1996) Bajerowicz. Józef był uznanym miejskim ogrodnikiem (dyplomy uznania, nagrody pieniężne, medal uznania wręczony osobiście przez Prezydenta Mościckiego), uznanym członkiem patriotycznego Sokoła (reprezentował Poznań w zawodach międzynarodowych), dekoratorem kompozycji kwiatowych i architektem krajobrazu, który zawodu ogrodnika uczył się u hrabiów Bnińskich herbu Łodzia i przygotowywał w Poznaniu kompozycje kwiatowe na wszystkie państwowe święta i ważne wydarzenia lokalne. W sierpniu 1939 w obawie przed wojną cała 5-osobowa rodzina (mama, Wojtek, Zosia, Ania, Basia, bez ojca – pozostał w Poznaniu) czasowo przeniosła się do rodziny w Białej Podlaskiej, wysyłając tam wcześniej wagonem kolejowym poznański dobytek, gdzie już we wrześniu 1939 dotarła pierwsza Armia Czerwona, a potem wojska niemieckie. Rodzinie jako poznaniakom Niemcy pozwalają wrócić do rodzinnego miasta, gdzie po kilku miesiącach tułaczki dotarł też ich ojciec. Uciekał on z Poznania przed Niemcami na wschód, na rowerze, ale z uwagi na posiadany przypadkowo płaszcz wojskowy wzięty został za polskiego żołnierza i stał się chwilowo jeńcem. Dzięki doskonałej znajomości języka niemieckiego, po sprawdzeniu tożsamości pozwolono mu wrócić do Poznania. W czasie okupacji rodzina przebywała w Poznaniu, gdzie ojciec pracował w oczyszczaniu miasta i przy likwidacji polskich księgozbiorów, co cenniejsze książki przynosząc do domu. Następnie pracował w szkółce drzew i krzewów skąd po donosie o przynależności do przedwojennego ″Sokoła″ wysłano go na roboty przymusowe w okolice Monachium, gdzie budował autostradę i lotnisko, i skąd powrócił wiosną 1946. W tym samym roku jedzie pod Lębork, gdzie obejmuje gospodarstwo rolne i już w następnym roku sprowadza tutaj całą 5-osobową rodzinę (urodził się Marcin, Anna zginęła w wypadku samochodowym) wraz z całym dobytkiem wagonem towarowym. Wojciech Bajerowicz kończy w Lęborku VI i VII klasę, miejscowe gimnazjum (1948-51) i postanawia zostać lotnikiem. Kończy kurs szybowcowy zaliczając 83 loty i jedzie do Warszawy na szczegółowe badania lekarskie. Wykryta wada serca uniemożliwia mu pójście do szkoły lotniczej w Dęblinie. Zostaje studentem Uniwersytetu Łódzkiego (1951–55) i członkiem teatrzyku studenckiego „Pstrąg”. Reszta rodzeństwa (łącznie z najmłodszą Marysią) w latach 1950–60 też kończy studia. Po ukończeniu studiów nakazem pracy zostaje skierowany do liceum w Resku, gdzie poznaje przyszłą żonę Teresę. Ma z nią wspólną pasję – piłkę ręczną, tworząc męski, drugoligowy zespół piłki ręcznej i którą poślubia w roku 1956. Ma dwóch synów urodzonych w Resku, są lekarzami. W roku 1970 zostaje przeniesiony do Łobza obejmując stanowisko dyrektora szkoły w latach 1970–86. W latach 1991–2002 jest redaktorem naczelnym i wydawcą miesięcznika Łobeziak. W latach 1994–98 jest Przewodniczącym Rady Miejskiej w Łobzie.

## Działalność publicystyczna
Wojciech Bajerowicz był autorem artykułów w Między Innymi, Tygodniku Kulturalnym, Głosie Nauczycielskim, Głosie Szczecińskim, „Spojrzeniach”, Ziemi i Morzu, Wiatrakach, „Siódmym Głosie Tygodnia”, Sportowcu, Polityce, Łobeziaku i innych.

## Działalność literacka
- Proza poetycka, satyra, opowiadania i tomiki wierszy: „Grzybobranie”, „Ludzie są dobrzy”,„Jabłonie”, „Memento”, „Słowik”, „Koniec bajki”[6], „Piąte wesele”, „Listy z Pępkowa”, „Upokorzenia”, „Wyrok”, „Zawał”[7] i inne.
- Nagrody: Ogólnopolski Konkurs Poetycki im. Jana Śpiewaka i Anny Kamieńskiej w Świdwinie, 1987 – nagroda główna („Koniec bajki”), „Piąte wesele” – sztuka telewizyjna w reżyserii i z udziałem Wojciecha Siemiona - II miejsce w konkursie ogólnopolskim, Ogólnopolski Konkurs Literacki im. Mieczysława Stryjewskiego w Lęborku – II miejsce (poezja)[8] i inne.

## Medale i odznaczenia
- Złoty Krzyż Zasługi i Srebrny Krzyż Zasługi, Warszawa, 1976, 1968
- Medal Komisji Edukacji Narodowej, Warszawa, 1982
- Odznaka „Zasłużony Działacz LOK”, srebrna odznaka, 1972
- Medal „Za zasługi dla obronności kraju”, 1976
- Srebrna Odznaka Związku Piłki Ręcznej w Polsce, 1982
- Medal Zasłużony Działacz Klubów Oficerów Rezerwy, 1983
- Medal 40-lecia PRL, 1984
- Medal Za Zasługi w Rozwoju Wędkarstwa w Polsce, 1997